# Миклош Тодореску
Миклош Тодореску (мађ. Todoresku Miklós  рум. T(e)odorescu, Nikola/Nicolae) је био мађарски мачевалац и олимпијац. Представљајучи Мађарску учествовао на Летњим олимпијским играма 1900. године, које су биле идржане у Паризу.

## Спортска биографија
Тодореску се такмичио у мачевању, у дисциплини сабља, на Олимпијским играма у Паризу 1900. године.
У квалификационом кругу своје дисциплине сабља, Тодореску се пласирао као пети и у даље такмичење се квалификовао се као резерва. Четвртфинале и репасаж нису одржани па се одмах квалификовао у полуфинале. У Б полуфиналу Тодореску се пласирао на тринаесто место, што је пласман између 9 и 16 места.
Тодореску је као пешадинац ратовао на Источном фронту где је био рањен и заробљен 28. октобра 1915. године. Као заробљеник нтерниран је у Падулу, умро је у Италији.